# 章姓
章姓在《百家姓》中排第40位。

## 延伸阅读
[在维基数据编辑]
 《百家姓》
 《欽定古今圖書集成·明倫彙編·氏族典·章姓部》，出自陈梦雷《古今圖書集成》